# Dylan Bruno
Dylan A. Bruno (Milford, 6 settembre 1972) è un attore statunitense.
Durante la sua carriera, iniziata nel 1998, ha interpretato svariati ruoli per il cinema e la televisione; è noto principalmente per il ruolo di Colby Granger, un agente dell'FBI, nella serie televisiva Numb3rs. 

## Biografia
Figlio di Giuseppe e Michelina Bruno, ha un fratello Chris, che anche lui lavora come attore. Il suo bisnonno e la sua bisnonna paterni erano siciliani. Al liceo era un lottatore a livello nazionale e si è classificato più volte nei Junior giochi olimpici. Durante il periodo di permanenza al college ha fatto il linebacker per la squadra di football americano. Nel 1994 ha conseguito una laurea in ingegneria ambientale all'università del Massachusetts Institute of Technology. 
Mentre lavorava come modello per Calvin Klein, Bruno ha debuttato in TV nel 1995 e nel 1997 ha debuttato al cinema. Nel 1998 ha ottenuto un ruolo nel film Salvate il soldato Ryan. Nel 1999 è stato coprotagonista nel film Carrie 2 - La furia, mentre a partire dal 2005 entrò a far parte del cast di Numb3rs fino alla cancellazione della serie nel 2010. Nel 2010 è comparso anche nella serie NCIS - Unità anticrimine, mentre l'anno successivo è comparso nel quindicesimo episodio, intitolato Oro rosso, della terza stagione di The Mentalist. Nel 2015 ha anche recitato in un episodio della serie Narcos.

## Vita privata
Sposato con Emmeli Hultquist, ha due figli.

## Filmografia parziale

### Cinema
- Salvate il soldato Ryan (Saving Private Ryan), regia di Steven Spielberg (1998)
- Carrie 2 - La furia (The Rage: Carrie 2), regia di Katt Shea (1999)
- Qui dove batte il cuore (Where the Heart Is), regia di Matt Williams (2000)
- The One, regia di James Wong  (2001)
- L'uomo più veloce del mondo (The Fastest Man in the World)  - documentario (2002)
- L'ultimo dei romantici (Last of the Romantics), regia di Vohn Regensburger (2007)
- Taken 3 - L'ora della verità (Taken 3), regia di Olivier Megaton (2015)

### Televisione
- The Break, regia di Lee H. Katzin – film TV (2003)
- North Shore – serie TV, 2 episodi (2004)
- Numb3rs – serie TV (2005-2010)
- NCIS - Unità anticrimine (NCIS) – serie TV, 2 episodi (2010)
- Un nuovo look per Pete (Fixing Pete), regia di Michael Grossman – film TV (2011)
- The Mentalist – serie TV, 1 episodio (2011)
- Grey's Anatomy – serie TV, episodi 8x09-8x10 (2011)
- Narcos – serie TV, 1 episodio (2015)
- Agents of S.H.I.E.L.D. – serie TV, 1 episodio (2015)
- Rizzoli & Isles – serie TV, episodio 6x17 (2016)
- Hawaii Five-0 – serie TV, 1 episodio (2017)
- Magnum P.I. - serie TV, episodio 5x09 (2023)

## Doppiatori italiani
Nelle versioni in italiano delle opere in cui ha recitato, Dylan Bruno è stato doppiato da:
- Luigi Ferraro in North Shore, CSI: Miami, Taken 3 - L'ora della verità
- Fabrizio Vidale in Carrie 2 - La furia
- Christian Iansante in Qui dove batte il cuore
- Stefano Crescentini in Numb3rs
- Alessandro Messina in NCIS - Unità anticrimine
- Francesco Pezzulli in Un nuovo look per Peter
- Massimo Bitossi in The Mentalist
- Fabrizio De Flaviis in Grey's Anatomy
- Edoardo Stoppacciaro in Major Crimes
- Alessandro Budroni in Narcos
- Andrea Lavagnino in Agents of S.H.I.E.L.D.
- Stefano Alessandroni in NCIS: Los Angeles
- Riccardo Scarafoni in Hawaii Five-0
- Raffaele Carpentieri in Magnum P.I.